# Jak ryba w wodzie. Wspomnienia
Jak ryba w wodzie. Wspomnienia (hiszp. El pez en el agua) – autobiograficzna książka peruwiańskiego pisarza Mario Vargasa Llosy. Została wydana w roku 1993. Przekład w języku angielskim ukazał się w 1994 w Wielkiej Brytanii, Stanach Zjednoczonych i Kanadzie. W Polsce pierwsze wydanie ukazało się w roku 2010 w przekładzie Danuty Rycerz.
Rozdziały książki na przemian poświęcone są wydarzeniom z młodości pisarza (dzieciństwo, małżeństwo z własną ciotką Julią i początki kariery pisarskiej) oraz jego kandydowaniu w wyborach prezydenckich w Peru w 1990 roku.
Tłumaczka Danuta Rycerz jest także autorką polskich przekładów dwóch powieści M. Vargasa Llosy: Święto kozła (2000) i Raj tuż za rogiem (2003).